# رودلزه
رودلزه (به آلمانی: Rödelsee) یک شهر در آلمان است که در کیتسینگن واقع شده‌است.